# Linn Thomas
Linn Thomas (còn gọi là Lynn Thomas; sinh ngày 21 tháng 1 năm 1976) là một người mẫu khiêu dâm người Mỹ gốc Việt.
Mẹ cô là người Việt Nam và bố cô là người lai Ireland, xứ Wales và Ý. Họ gặp nhau và kết hôn tại Việt Nam. Linn chào đời ở Newport News, Virginia sau khi cha mẹ cô di cư sang Mỹ.
Linn Thomas xuất hiện trên trang bìa Playboy với vị thế là người mẫu Playboy xuất sắc (Playboy Playmate) của năm trong số ra tháng 5 năm 1997. Tháng 10 năm 2000, cô trở thành người mẫu xuất sắc của tháng (Pet of the Month) trên tạp chí Penthouse và là người mẫu đầu tiên trong lịch sử hiện diện trên cả hai tờ tạp chí Playboy và Penthouse với tư cách là người mẫu trọng tâm. Ngoài ra, cô còn từng làm người mẫu cho các tạp chí như Perfect 10, Danni's Hard Drive và J. Stephen Hicks' Digital Desire.
Năm 2003, cô đóng chung với bạn diễn Victoria Zdrok trong bộ phim khiêu dâm Temptation của đạo diễn Michael Ninn.